# 有珠山
有珠山（うすざん）は、北海道・洞爺湖の南に位置する標高733mの活火山。常時観測火山。山頂は有珠郡壮瞥町にあり、山体は虻田郡洞爺湖町、伊達市にまたがっている。支笏洞爺国立公園内にあり、昭和新山とともに「日本の地質百選」に選定され、周辺地域が洞爺湖有珠山ジオパークとして「日本ジオパーク」「世界ジオパーク」に認定されている。

## 概要

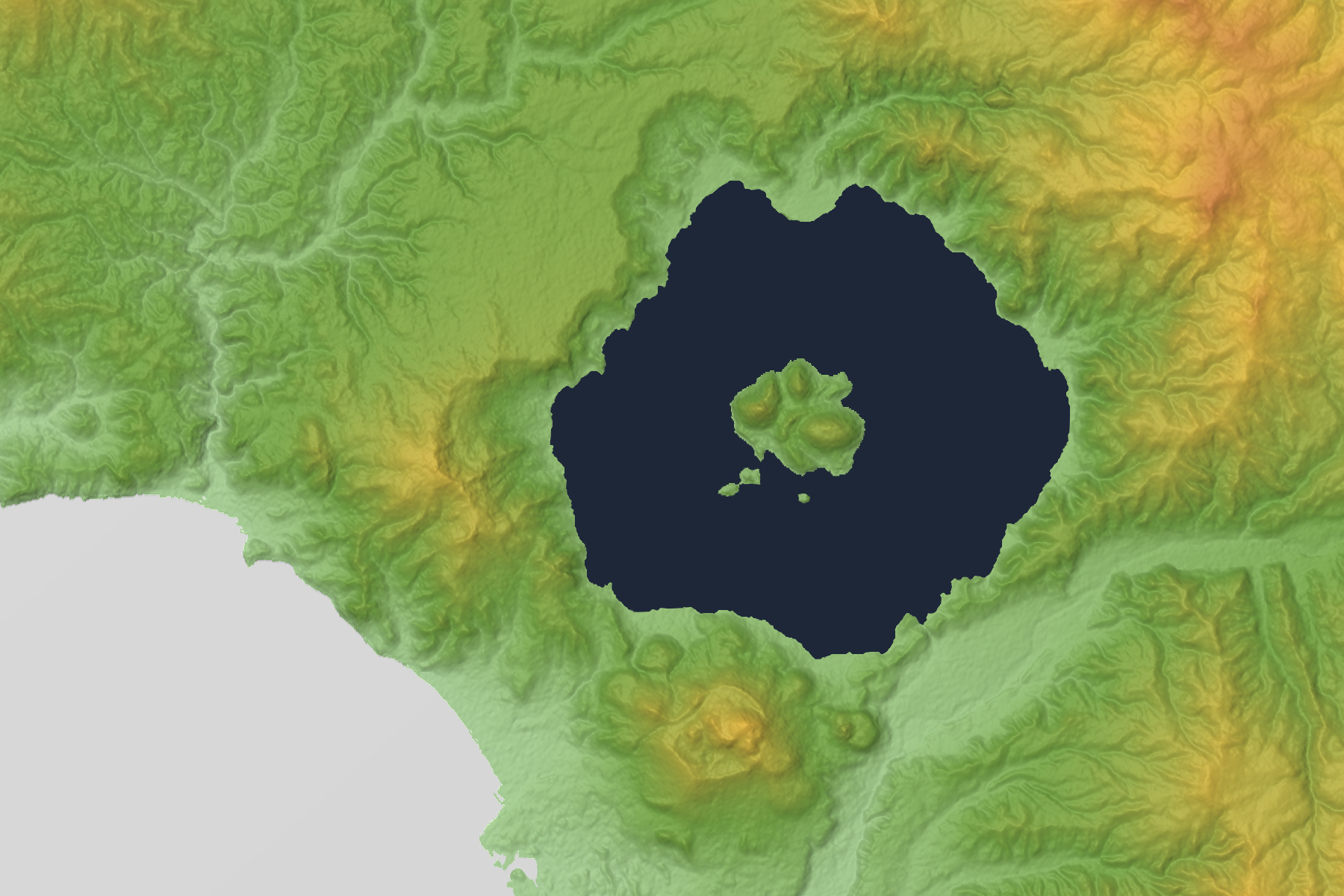
有珠山と洞爺カルデラ周辺の地形図
有珠山は下

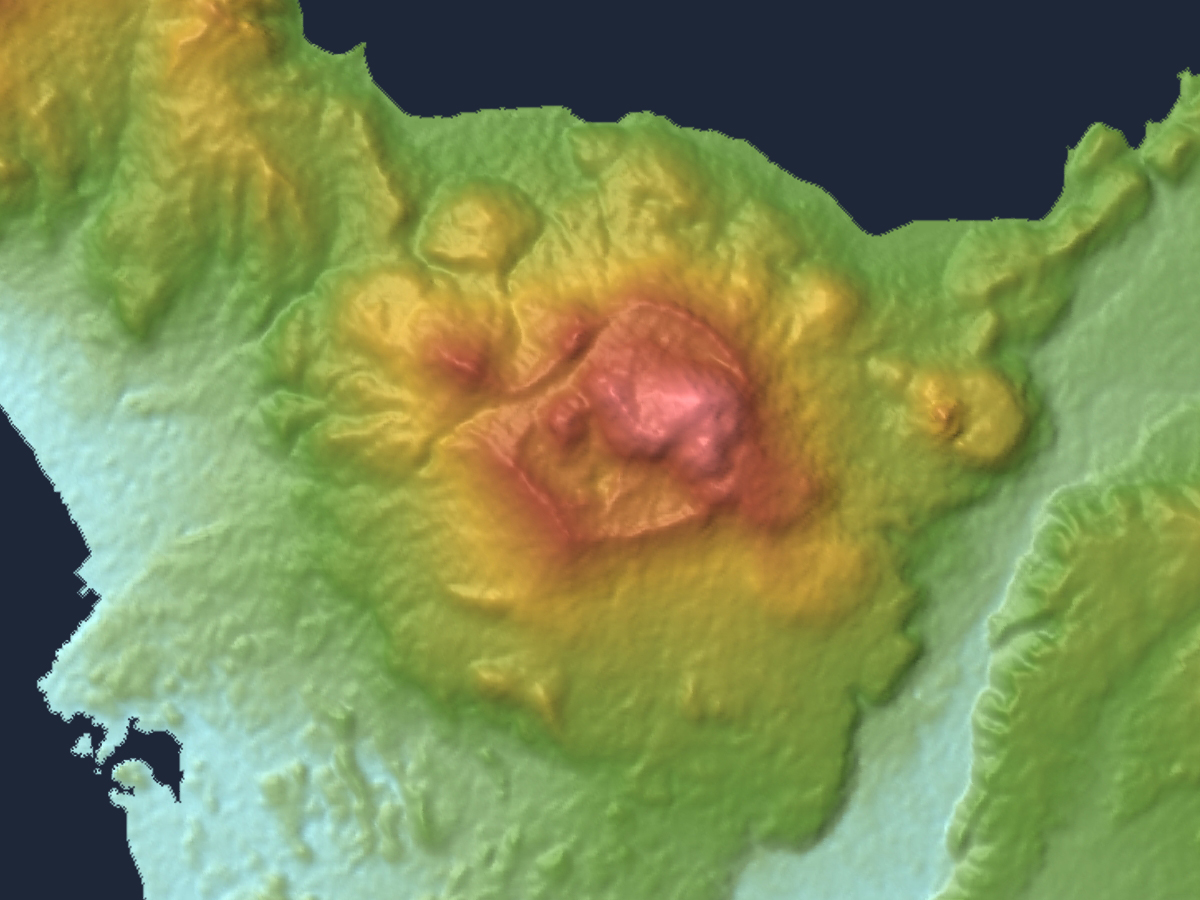
有珠山の地形図

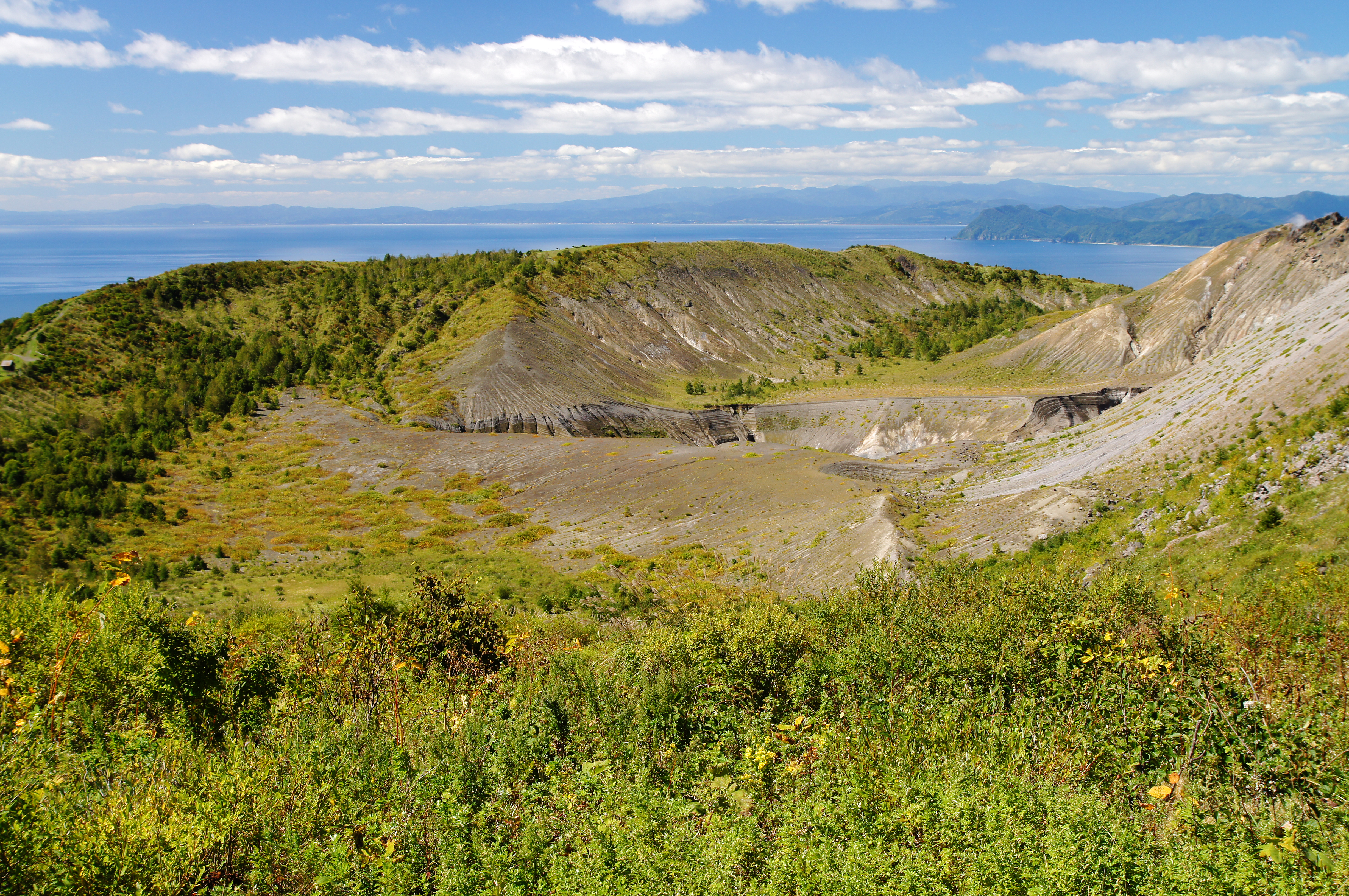
有珠山火口原

「うす」の山名は、アイヌ語のウㇲ（入江）に由来。この入江とは現在の伊達市有珠町の噴火湾沿岸の入り江のことで、その沿岸にあったコタンも背後にあった山もそれぞれ「ウス」の名で呼ばれるようになった。また渡来した和人が「ウス」の名称を臼型をしたカルデラ式の山容に例え、「臼が嶽」「臼岳」と表記する例もある。
洞爺湖をかたちづくる洞爺カルデラの南麓に生じた二重式の火山である。現在の山体は、直径1.8kmの外輪山を持つ本体火山と側火山（ドンコロ山）、カルデラ内と山麓に形成された複数の溶岩円頂丘（小有珠、大有珠、昭和新山）、潜在円頂丘（西山、金比羅山、西丸山、明治新山（四十三山）、東丸山、オガリ山、有珠新山）によって構成される。
有珠山が形成されたのは約1万5千年 - 2万年前と考えられている。その後、大規模な山体崩壊、その後の長い活動休止期間を経て、1663年（寛文3年）以降、周期的に活発な活動を繰り返している。1663年（寛文3年）以降の活動はケイ酸（SiO2）を多く含んだ粘性の高いマグマによるもので、噴火前には地殻変動や群発地震を発生し、噴火に伴って溶岩ドームや潜在ドームによる新山を形成するのが特徴となっている。
20世紀の100年間で4度も噴火活動が観測された、世界的に見ても活発な活火山である。

## 噴火の歴史
主に山体崩壊前の活動、山体崩壊後の活動に分けられる。

### 山体崩壊以前
有珠山が形成されたのは1～2万年前と考えられている。約11万年前に活動した洞爺カルデラの形成後、カルデラ内や周辺では約4.5万年前中島が形成されており、それに引き続いての活動である。
この時代の有珠山は、活動の最初期は安山岩マグマによる爆発的な噴火（長和テフラ）であったが、以後は玄武岩質安山岩～玄武岩マグマを繰り返し噴出し、溶岩流及びスコリアが堆積した。これらの活動によって、カルデラ南壁付近に有珠山の元となる成層火山（有珠外輪山溶岩）と、スコリア丘（ドンコロ山）が形成された。

### 山体崩壊
約 8千年前に山体崩壊が発生。その際に南側に口を開けた直径約1.8 kmの馬蹄形カルデラ（有珠外輪山）が形成された。また、南麓で岩屑なだれ（善光寺岩屑なだれ）が発生した。岩屑なだれは大小の流れ山を作った他、内浦湾（噴火湾）にまで達し、有珠湾周辺の複雑な海岸線をつくった。
以後火山活動はなく、江戸時代まで活動を休止したと考えられている。

### 山体崩壊以降
山体崩壊後は長く活動を休止していたが、1663年（寛文3年）を境に突如として噴火活動を再開する。山体崩壊前の活動が玄武岩質安山岩～玄武岩マグマを噴出する比較的静穏な噴火だったのに対し、山体崩壊後は流紋岩～デイサイトマグマを噴出する噴火となっている。
なお、『松前年々記』や松浦武四郎の『東蝦夷日誌』など一部資料には「慶長十六冬十月臼岳焼」との記録が見いだされるが、これは同年1611年に発生した慶長三陸地震を混同したものと考えられ、現在では有珠山の噴火記録としては認められていない。

#### 寛文噴火
文献記録に残る有珠山噴火のうち最大規模の噴火。松前藩が江戸幕府に提出した報告書『松前志摩在所山焼申儀注進之事』によると1663年8月12日（寛文3年7月11日）から8月15日まで微震が続いたのち、8月16日（旧暦7月14日）の明け方より山頂カルデラより流紋岩マグマによるマグマ水蒸気噴火が発生。8月17日にはプリニー式噴火に移行し、膨大な量の軽石や火山灰を噴出、山麓の家屋が焼かれ住民5人が死亡した。その後、8月18日以降は再びマグマ水蒸気噴火に移行した。活動は8月末（旧暦7月末）まで続き、鳴動は東北の庄内地方にまで伝わった。さらに津軽の弘前でも鳴動に続いて天地が暗くなり、空から長さ3、4寸の毛が雪のように降ってきたという。これは火山噴出物の一種・ペレーの毛と考えられる。この噴火の噴出物は膨大な量で現在の壮瞥町で3 m、白老町では1 m の厚さに積もったほか、海面にも大量の噴出物が浮いて降り積もり（軽石ラフト）、沖合2,700間（約5 km）まで陸地のようになった。さらに噴出物によって山頂南側開口部が再び閉塞され、山頂火口は現在のような臼状の地形となった。
この噴火による総噴出量は、見かけ体積で2.78km3・マグマ換算（DRE）で1.1km3、火山爆発指数（VEI）は5と推定されている。
この寛文噴火をはじめ、同時期の北海道の南西部では渡島駒ケ岳（1640年）、樽前山（1667年）と火山の大噴火が頻発していた。これら火山の降灰による環境悪化が、1669年に発生したアイヌの大規模蜂起「シャクシャインの戦い」の一因になった、との見解もある。

#### 先明和噴火
寛文噴火のち、有珠山の噴火記録は100年ほど絶える。しかし2000年代初頭に実施された有珠山周辺の噴出物調査によれば18世紀前半頃に噴火活動が存在したことが判明している。寛文噴火で有珠山周辺が荒廃し人口希薄地帯となったため、記録に残らなかったものと考えられる。この噴火は、次代の明和噴火にちなみ、便宜上「先明和噴火」と呼ばれている。。

#### 明和噴火
文献記録によれば、1769年（明和6年）旧暦12月、有珠山は約100年ぶりに噴火した。この噴火の直後に書かれた記録は少なく、『福山秘府年歴部』に「有珠山が噴火し、アイヌがおののき避難した」と記されているのみである。一方、次の文政噴火の折に有珠善光寺の僧が地元のアイヌから「前回、御山が焼けた折（明和噴火）には一面に火が降り、タバ風（北西の風）でオサルベツ（長流川）沿いの家がすべて焼失した」との証言を得ていることから、明和噴火時に小規模な火砕流が発生したと推測される。山頂陥没部に現在の小有珠にあたる溶岩ドームが形成されたのは、この明和噴火か寛文噴火の時と考えられる。

#### 文政噴火
文献記録に残る有珠山の噴火史上で最大の人的被害をもたらした噴火。この時期、有珠山南西麓のアブタコタン（虻田町入江地区）には和人とアイヌの交易場所・アブタ場所が設けられ、戸数の多いコタンとして栄えていた。この噴火の顛末は、有珠善光寺の僧の日記『役僧日記』に克明に記されている。
1822年（文政5年）旧暦閏1月16日より有感地震が発生。18日には3、40回に増加し、アイヌたちの間に「噴火の前兆かもしれない」との動揺が広まる（地元住民が噴火と地震の関連を経験則でつかんでいた事がうかがえる）。1月19日、半日で100回もの有感地震ののち、午後8時ごろ噴火が始まる。アイヌの長老たちはエムシを抜いて魔除けを行うも効果は無く、住民も善光寺の僧もベンベ（現在の豊浦町）やフレナイ（洞爺湖町赤川地区）方面に避難を開始する。20日に再度噴火。22日には早朝より大噴火。四斗樽ほどの焼石が幾千万となく流星のように吹き上がり、夕立のように降る。前山は猛火に包まれ、山麓には重さ30～40貫、シラオイ（現在の白老町）でも茶碗大の焼石が降った。モロラン（現在の室蘭市）では火山灰が3寸の厚さに積もって闇となり、白樺の皮を焚いて明かりとしたという。26日にも噴火。2月1日早朝、大噴火と共に火砕流と火砕サージが発生した。火砕流は外輪山を超えて有珠山南西山麓を襲い、長流川河口からアブタコタン、フレナイの区間は山林から会所、板倉、アイヌのチセ（家）の別なく炎上し、牧場主の村田卯五郎、場所請負人の茂兵衛、アイヌの住民など記録によって異なるものの78名が死亡した。蝦夷地随一の馬産牧場だった虻田・有珠牧場も2,468頭の飼育馬のうち1,430頭を失う被害を受けた。その後は徐々に活動が沈静化し、2月下旬に終息した。現在ではオガリ山と呼ばれているカルデラ内部の潜在ドームは、一連の文政噴火で形成された。また、1977年（昭和52年）の噴火以前までカルデラ内部にあった金沼、銀沼、茶沼の3つの沼は、いずれも文政噴火時の火口に水がたまったものされる。
文政噴火の結果としてアブタコタンは廃村となり、アブタ場所もフレナイ地区に移転となった。虻田のアイヌ民族の昔話に、文政噴火を題材としたものがある。「噴火の時、村民はみな他所に避難したが、村長だけは祭壇の前で祈り続けていた。やがて噴火が収まり、避難していた者がコタンにもどってきて見ると、村長がそのままの姿で祭壇の前に座っていた。驚いた村人が村長の肩に手をかけると、そのまま崩れて無くなってしまった。祈る姿のまま、焼かれて灰になっていた。」というものである。

#### 嘉永噴火
1853年（嘉永6年）、旧暦3月6日から鳴動が始まり、15日に大噴火。その後は小康状態を保っていたが、22日に東部から再度噴火。噴火時には「立岩熱雲」と呼ばれる大規模な火砕流が発生したが、文政噴火を知る住民たちはいち早く避難していた上、火砕流も当時集落のなかった洞爺湖方向へ流下したため、大きな被害はもたらさなかった。この噴火は27日に終息し、翌日から山頂に溶岩ドームが成長しはじめた。これが大有珠である。一方、火山学者の田中館秀三は、「大有珠の溶岩ドームそのものは寛文噴火以前から存在したが、その当時は低くて山麓からは見えなかった。嘉永の噴火で急成長し、山麓からも見えるようになった」と推測している。
江戸時代の噴火はいずれも山頂からのもので、多量の噴出物を一気に放出する、いわゆるプリニー式噴火だった。また、いずれも火砕流と火砕サージの発生が見られ、被害の多くは火砕サージの熱風による家屋の焼失である。

1909年、明治噴火の直前に洞爺湖上から撮影された有珠山。当時の大有珠溶岩ドーム（写真左側）には「立岩」と呼ばれる独立した岩塊があり、その形状から「土瓶の口」とも呼ばれた。

#### 明治噴火
1910年（明治43年）7月25日、北西麓の金比羅山で噴火が始まった。まもなく北東麓の東丸山にかけての地域で次々に火口が開き、その合計は45個に及んだ。マグマが洞爺湖付近の地下水と遭遇して水蒸気爆発を起こしたものだった。一部の火口からは熱泥流が発生し、これに巻き込まれた1人が死亡。噴火は10月まで続き、11月頃には終息した。なお、1903年5、6月の鳴動は前兆現象と考えられる。北麓では地殻変動が起こり、最大約150 m 隆起して新たな山を形成した。この山は明治新山、あるいは明治43年にちなんで四十三山（よそみやま）と呼ばれてる。
この噴火活動により、火口に近い洞爺湖岸では温泉が湧出するようになった。これが洞爺湖温泉の始まりとなっている。

#### 1944年 - 1945年噴火
有珠山東麓では太平洋戦争中の1943年（昭和18年）末から地震が続き、1944年（昭和19年）に入ると壮瞥町の東九万坪と呼ばれる地域で次第に地盤が隆起しはじめた。6月23日についに水蒸気爆発が発生し、その後も爆発を繰り返した。この噴火では降灰による窒息で幼児1名が死亡している。
もとは標高100 m あまりの台地だったところが、潜在ドームの形成により250 m ほどの山となり、11月中旬になると火口から溶岩ドームが現れ始めた。この潜在ドームと溶岩ドームは翌年9月まで成長を続け、標高は400 m を超えた。（風雨による浸食や温度低下によって年々収縮し、現在は海抜398m）この新山は田中舘秀三により昭和新山と名付けられた。

#### 1977年 - 1978年噴火

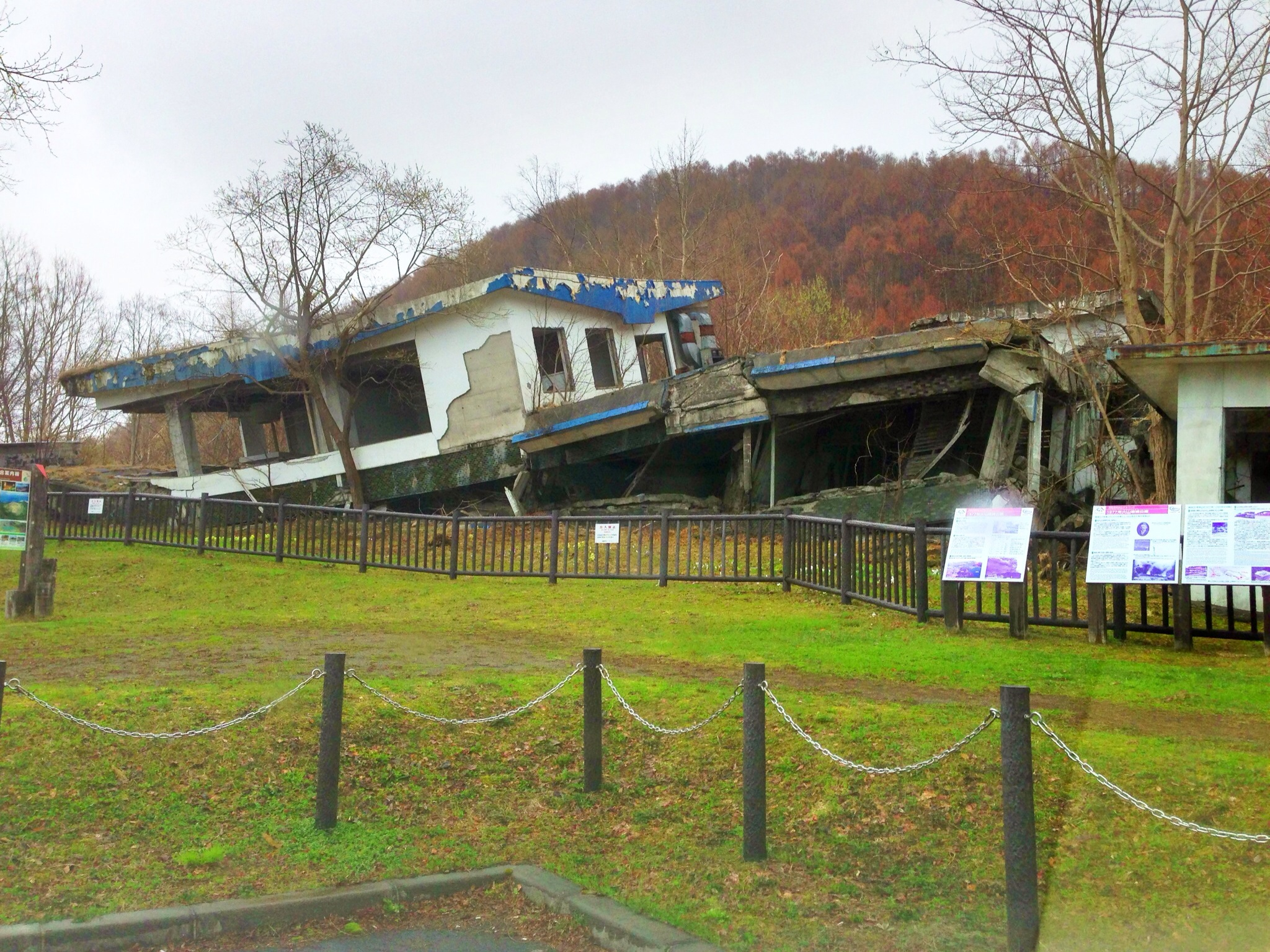
1977年火山遺構公園に保存されている倒壊した病院（2013年5月）

1977年（昭和52年）8月6日、有感群発地震が発生する最中、8月7日午前9時12分に山頂カルデラ、小有珠斜面からのプリニー式噴火が始まった。前兆の地震から32時間後の噴火であった。8月14日、未明まで4回の大きな噴火を含む16回の噴火が断続。噴煙の高さは最高12,000 m。火口周辺地域には多量の軽石や火山灰が堆積し、家屋が破壊された。降灰は北海道内119市町村に降り注ぎ、農作物に多大な被害を発生させた。8月8日、深夜の噴火は豪雨のさなかに発生したため、噴出した火山灰は雨水でセメント状になって森林地帯を襲い、樹木は重圧に耐えかねて壊滅した。灰を浴びてしなった木の姿は「ニューネッシー」に似ていたため、被害を受けた山林は「ネッシー地帯」と称された。噴火前の火口原は牧場として利用されていたが、噴火で消滅している。また、当時付近を走っていた国鉄胆振線もこの噴火により不通となった。11月16日、水蒸気爆発が発生し始めて翌年の10月27日まで続いた。1978年6月15日には地元民の憩いの場でもあったカルデラ内の池・銀沼が付近に出来た火口による噴火で消滅、その後、9月12日夜の一連の水蒸気爆発では最大レベルのマグマ水蒸気爆発により、巨大な銀沼大火口へと姿を変えた。これらの爆発による火山灰に雨が降り注ぐことでラハール（泥流）が頻発し、10月24日には死者2名、行方不明者1名が出た。
地震と地殻変動は1982年（昭和57年）3月まで続き、山頂部の小有珠とオガリ山の中間点に新たな潜在溶岩円頂丘が形成された。あらたな山を命名するにあたり、伊達市は「有珠新山」、壮瞥町は「壮瞥新山」、虻田町は「洞爺新山」を主張したが、最終的には1980年7月に「有珠新山」と名づけられた。この地殻変動により校舎が破損した洞爺湖温泉小学校は移設を余儀なくされた。
1977年9月30日に北海道災害対策本部がまとめた集計によれば、被害額は伊達市88億9,072万2千円、虻田町（当時）73億6,254万4千円、壮瞥町28億1,886万9千円、洞爺村（当時）30億9,809万3千円である。

#### 2000年噴火

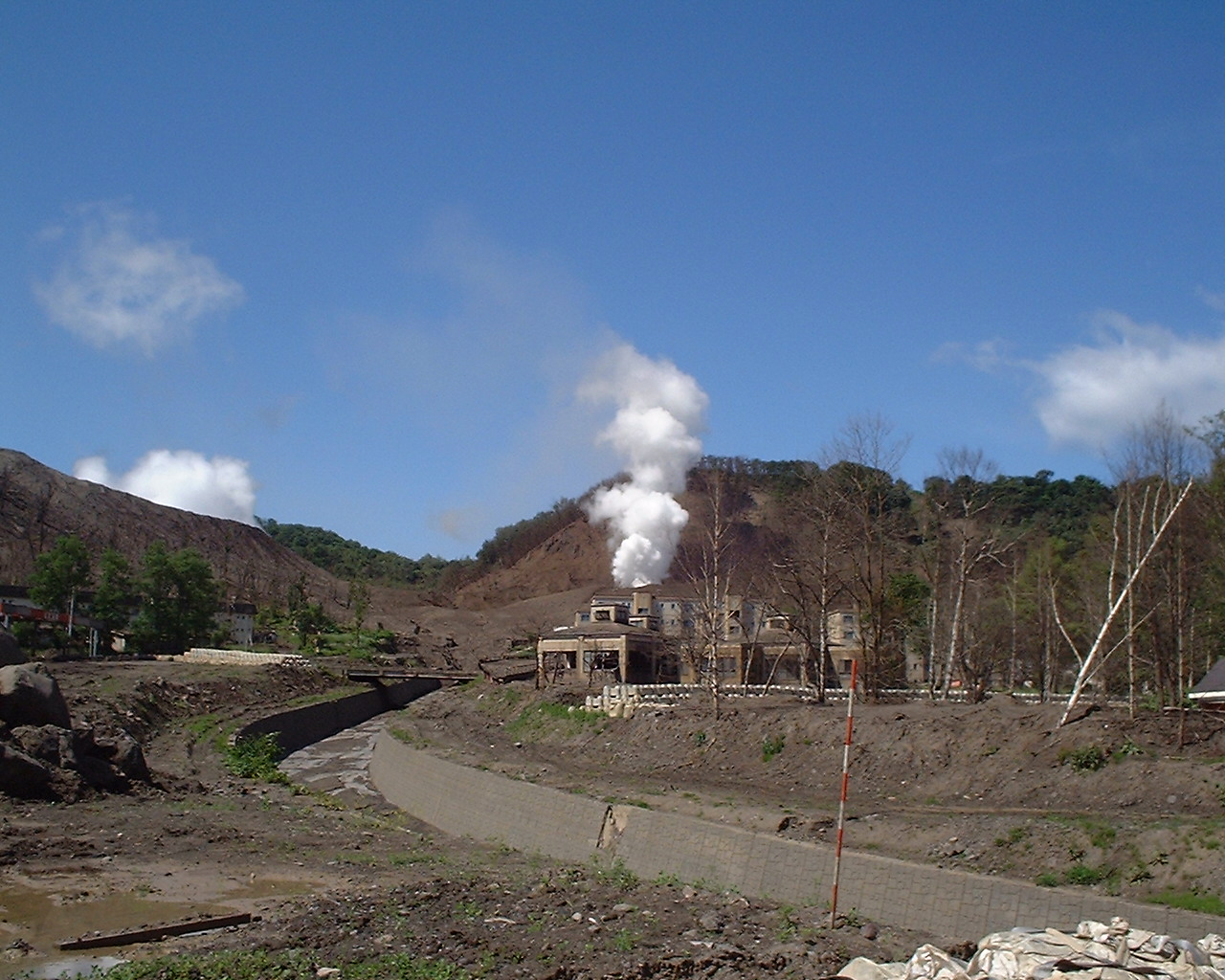
2000年の噴火で廃墟となった山麓（2001年7月）

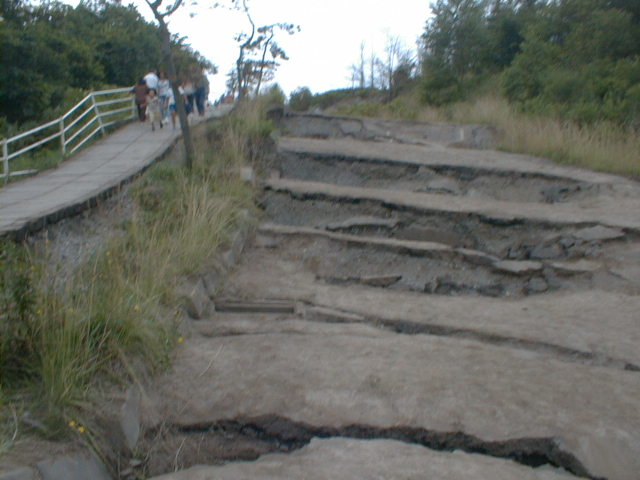
2000年の噴火で隆起した虻田町道泉公園線（2001年8月）

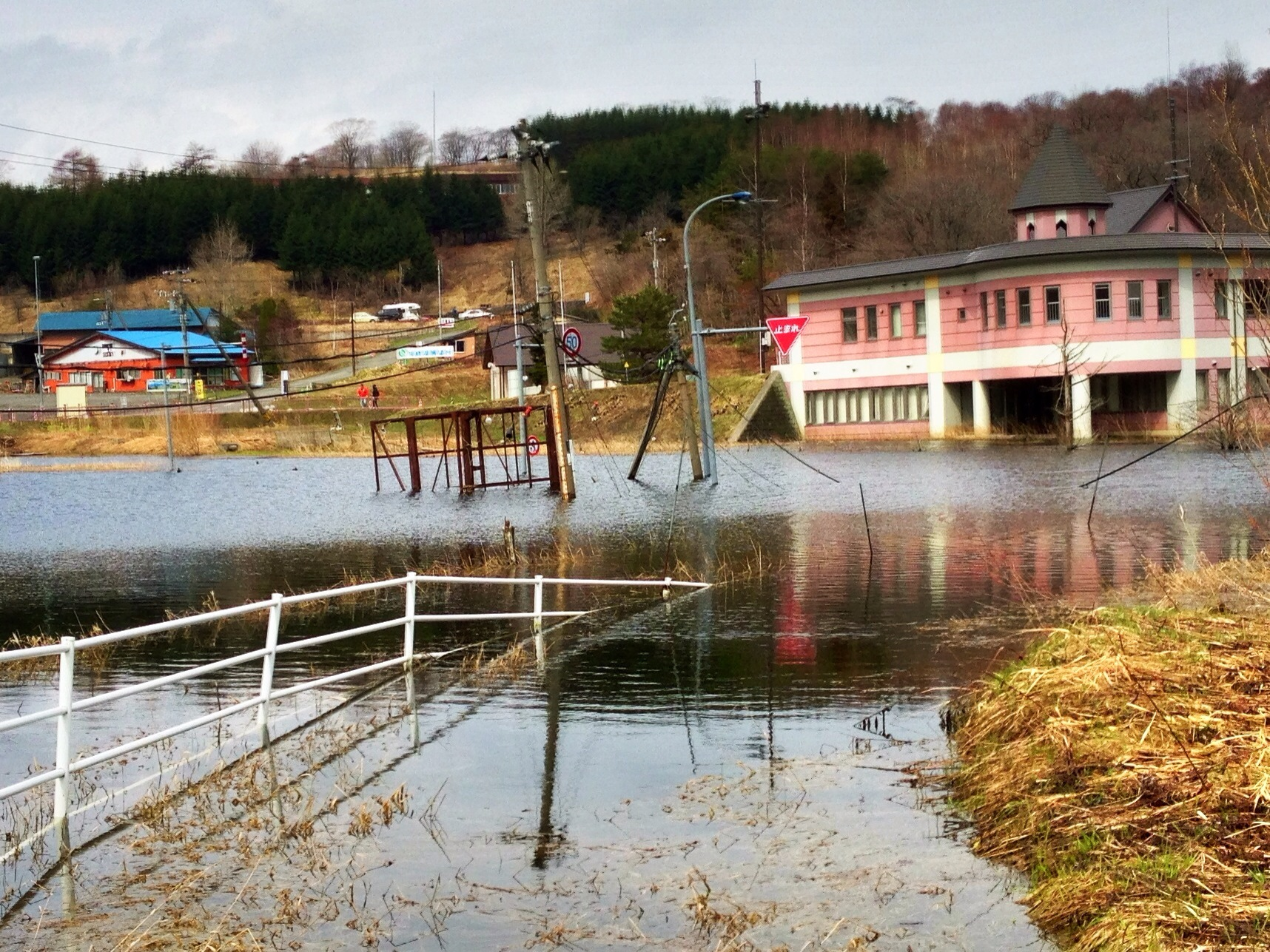
地盤の隆起により水没した地域（2013年5月）
右のピンクの建物はかつては西胆振消防組合の庁舎で、現在は洞爺湖町火山資料展示室

- 予知

3月27日からの火山性地震の分析や断層の探索により近日中の噴火が室蘭地方気象台より予知され、3月29日には火山噴火予知連絡会から緊急火山情報が出された。これを受けて壮瞥町・虻田町（当時）・伊達市の周辺3市町では危険地域に住む1万人余りの避難を噴火までに実施していた。通常、緊急火山情報は人命に関わるような噴火が発生したことを知らせるものであり、噴火前に発表されたのはこの時が初めてとなる。有珠山には350年前から噴火の記録があり、そのデータ蓄積の多さから比較的「噴火予知のしやすい火山」であること、噴火を繰り返す周期が短くかつ一定で、地域の住民の多くは前回、前々回、そのさらに前の噴火を経験した人、あるいは年長者から伝え聞いたことのある人もいること、「温泉など、有珠山の火山活動による恩恵を受けて暮らしているのだから、30年に1度の噴火は当然受け入れなければいけない」という意識が高く、周辺市町のハザードマップの作成や普段から児童への防災教育がなされており、危険地域を避けた適切な避難誘導を行っていたこともあり、被害は限局化された。噴火直前、北海道大学有珠火山観測所が144時間以内に噴火すると予告し（当時、北海道大学大学院理学研究科附属地震火山研究観測センター教授であった岡田弘らによる会見が随時行われた）、その予告から143時間目に噴火した。
- 活動推移

月の末となる3月31日午後1時7分、国道230号のすぐ横の西山山麓からマグマ水蒸気爆発。噴煙は火口上3,500mに達し、周辺に噴石放出、北東側に降灰した。噴火直後より、内閣安全保障・危機管理室からの要請で札幌行の特急列車を長万部駅で運行を打ち切って洞爺駅へ回送させ、折り返し虻田・豊浦町民を長万部町へ移送する等の避難列車を仕立てた。翌日には西山西麓や洞爺湖温泉に近い金比羅山でも新火口が開き、付近に次々と新しい火口を形成した。火口に近い地域では噴石や地殻変動による家屋の破壊が多発した。
同年7月になると深部からのマグマ供給が停止し、8月以降は空振や火山灰噴出の活動が衰えたため、有珠山噴火非常災害現地対策本部が廃止された。
2001年（平成13年）5月28日、火山噴火予知連絡会は「2000年3月に始まったマグマの活動は終息した」とする一連の火山活動の終息宣言を発表した。なお、2001年の春頃まで続いた一連の火山活動では「新山」の形成は確認されなかったが、地殻変動の結果、西側の山麓では、噴火前よりも最大で約70メートル地面が隆起することとなった。
- 噴火の被害

国道230号は噴火によって通行不能となり、後に溶岩の貫入による地盤の隆起により階段状の亀裂が発生し通行不能になった。金比羅山火口からは熱水噴出により熱泥流が発生し洞爺湖温泉街まで流下、西山川に架かる2つの橋が流失した。また、広い範囲で地殻変動による道路の損壊が発生した。なお、噴火後に避難者数は最大約1万7千人まで拡大した。
北海道旅客鉄道（JR北海道）室蘭本線は跨線橋の落下などのため一時不通となり、長距離の夜行列車や特急列車及び貨物列車の一部は函館本線経由で迂回運行された。
道央自動車道は3月29日から2001年（平成13年）6月30日までの間、一部区間が路面損壊などのため通行止となった。熱泥流に襲われ校舎が損壊した洞爺湖温泉小学校は、敷地が砂防堰堤用地になったことも合わせて再び移転改築を余儀なくされた。
伊達市では栽培していたメロンの苗のほとんどが全滅し、内浦湾で養殖していたホタテガイの稚貝が死滅するなど農業や漁業に大打撃を与えた。
- 噴火の影響

室蘭市入江運動公園陸上競技場で開催が予定されていたサッカー・J2のコンサドーレ札幌対浦和レッズ（4月9日開催）、ナビスコ杯・コンサドーレ札幌対ガンバ大阪（4月12日開催）は試合開催と復旧作業を同時に行うと混乱を招くことから開催を延期し、前者は7月16日に同会場で、後者は5月24日に札幌厚別公園競技場で代替試合を開催した。

#### 2000年噴火以降
2023年現在、金比羅山の2つの火口には水が溜まり、池になっていて噴気は観察されないが、西山の火口群は火口辺縁の地熱帯より水蒸気が少量立ち上る状態となっている。破壊された国道230号は地盤の隆起によって水勾配が変化したため西山の麓が水没し、付近の建物が使用不能になった。この区間の通行は不可能となっていたが、従来の西側に2本のトンネルを掘り、最短距離で内浦湾に抜ける新ルートが建設された。虻田洞爺湖ICも新ルートの国道に接続する形で移設された。また、不通区間を一部利用した道路も整備された。

## 断層について
大森房吉教授の有珠山論文（1911年）には、1910年（明治43年）の明治噴火によって北側山麓にかかる数本の断層の動きが報告されている。これらの断層はその後の研究で、1910年のみならずその後の噴火活動でも動いていることが判明している。1977 - 1982年の噴火では有珠山山頂部での有珠新山（潜在ドーム）の成長に伴い、有珠山北東部の外輪部分が北東方向に200mせりだした。この地殻変動により洞爺湖湖畔では地盤が約25 m 洞爺湖側に動いた。これらの断層は1本の単純な断層ではなく、複数の破砕された小断層で構成される。そのため地盤が傾斜したり右にずれる断層帯として地表に変化を表した。一方、有珠山北西部（洞爺湖温泉街西部）では北東麓とは逆の左横ずれの断層が発生し道路や建物が破壊された。断層は噴火活動で動いた後は植生や風化によって急速にその姿が確認できなくなるので、有珠山・洞爺湖エリアでは過去の断層の調査に基づき、医療や教育施設は噴火の影響を受けにくく断層のない地区へ移設するなどの対策を講じている。

## 主な見学場所

### 洞爺湖ビジターセンター・火山科学館
1977年噴火、2000年噴火の資料を多数展示している。2007年（平成19年）に環境省のビジターセンターが100 m ほど西側に建設された際に、同じ建物に火山科学館が移転した。

### 金比羅山麓災害遺構群散策路
洞爺湖ビジターセンター・火山科学館の裏手に位置する。砂防堰堤施設と、2000年噴火の際に熱泥流に巻き込まれた団地や町営温泉施設を見学することができる。

### 金比羅山火口展望台
2000年噴火の金比羅山火口を南から見下ろせる展望台。道路の整備費用として車1台につき1,000円を徴収（2013年）。金比羅山火口（K-A,K-B）が見えるほか、ごみ焼却場遺構、道路を横切る断層、教員保養所跡、洞爺湖電気鉄道道路橋跡、木の実沢団地、砂防堰堤などが望める。

### 西山火口散策路
2000年噴火後、西山火口付近に設定された散策路。枕木を敷き詰めており、子供から年配の来訪客まで容易にアクセスできる。枕木は鉄道レールの下に敷かれていた枕木を再利用している。駐車場からは隆起により水没した道路（旧国道230号）が見える。旧道に沿って南下すると地殻変動によって隆起し階段状に破壊された道路が現れる。その先に第一展望台・第二展望台があり、西山火口群（火口A,B,C）がある。噴火から年月が経過しており一部の火口には水が溜まっているが、火口の辺縁からは水蒸気が立ち上る。噴火によって破壊された菓子工場遺構、旧とうやこ幼稚園も保存されている。散策道は南側にも抜けており南北双方向からアクセスできる。以前は駐車料金300円を徴収していたが、2005年（平成17年）からみやげ物店の利用を呼びかける形で無料となっている。
2003年に手づくり郷土賞（地域整備部門）受賞。

### 1977年火山遺構公園
1977年噴火の地殻変動によって破壊された病院の建物が保存されている。この病院は大森房吉が報告した断層の上に建設されており、断層の動きによって噴火の数日後より地面の亀裂が発生し、2・3ヶ月間後に徐々に倒壊していったとされる。噴火当時230名の入院患者が居たが、噴火の前兆地震発生直後より避難場所にしていた洞爺湖対岸の旧仲洞爺小学校に移った。噴火後は病院と役場の車輌および徒歩による患者のピストン輸送が行われ、避難は短時間で完了した。その後病院は仲洞爺に移転新築された。

### 洞爺湖展望台・有珠火口原展望台
昭和新山山麓からロープウェイ（有珠山ロープウェイ）が運行しており、有珠山や昭和新山、洞爺湖や内浦湾（噴火湾）などの景色を眺めることができる。また、「外輪山遊歩道」が整備されており（11月 - 4月は雪のため閉鎖）、外輪山展望台までの道のりがトレッキングコースになっている。

## 参考画像

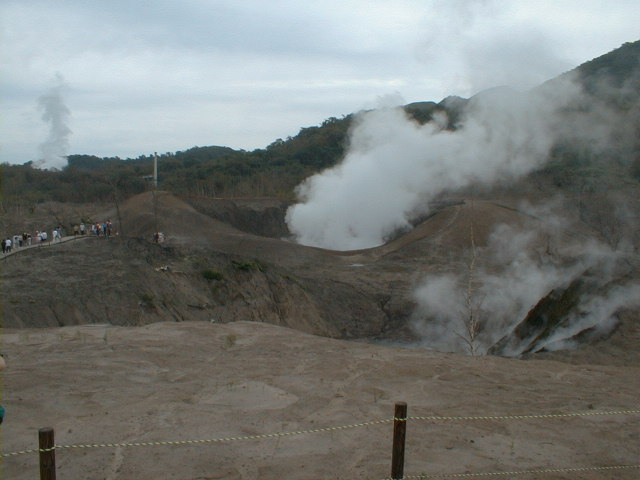
2000年の噴火でできた寄生火口（2001年8月）
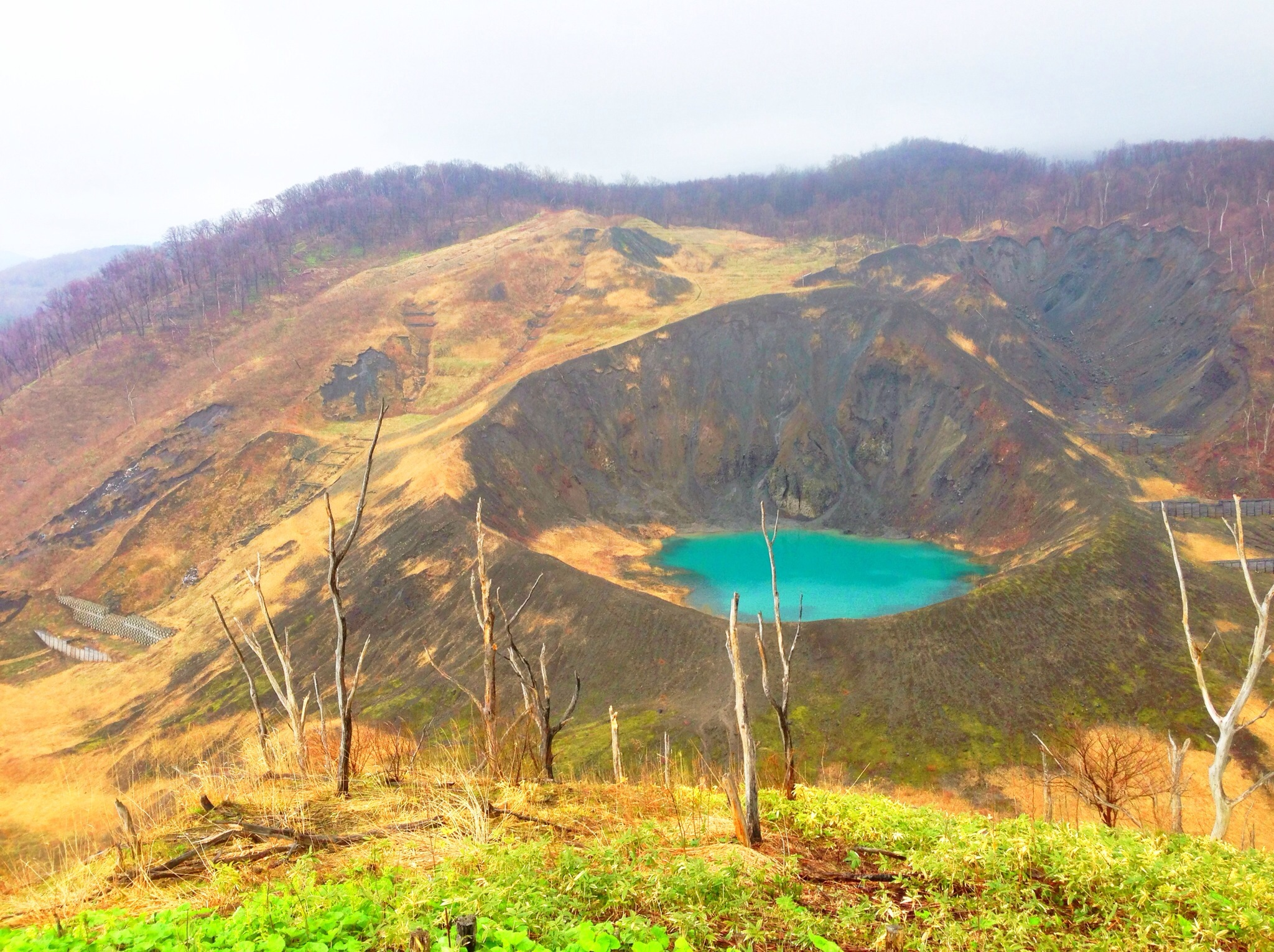
2000年の噴火でできた金毘羅山火口（2013年5月）
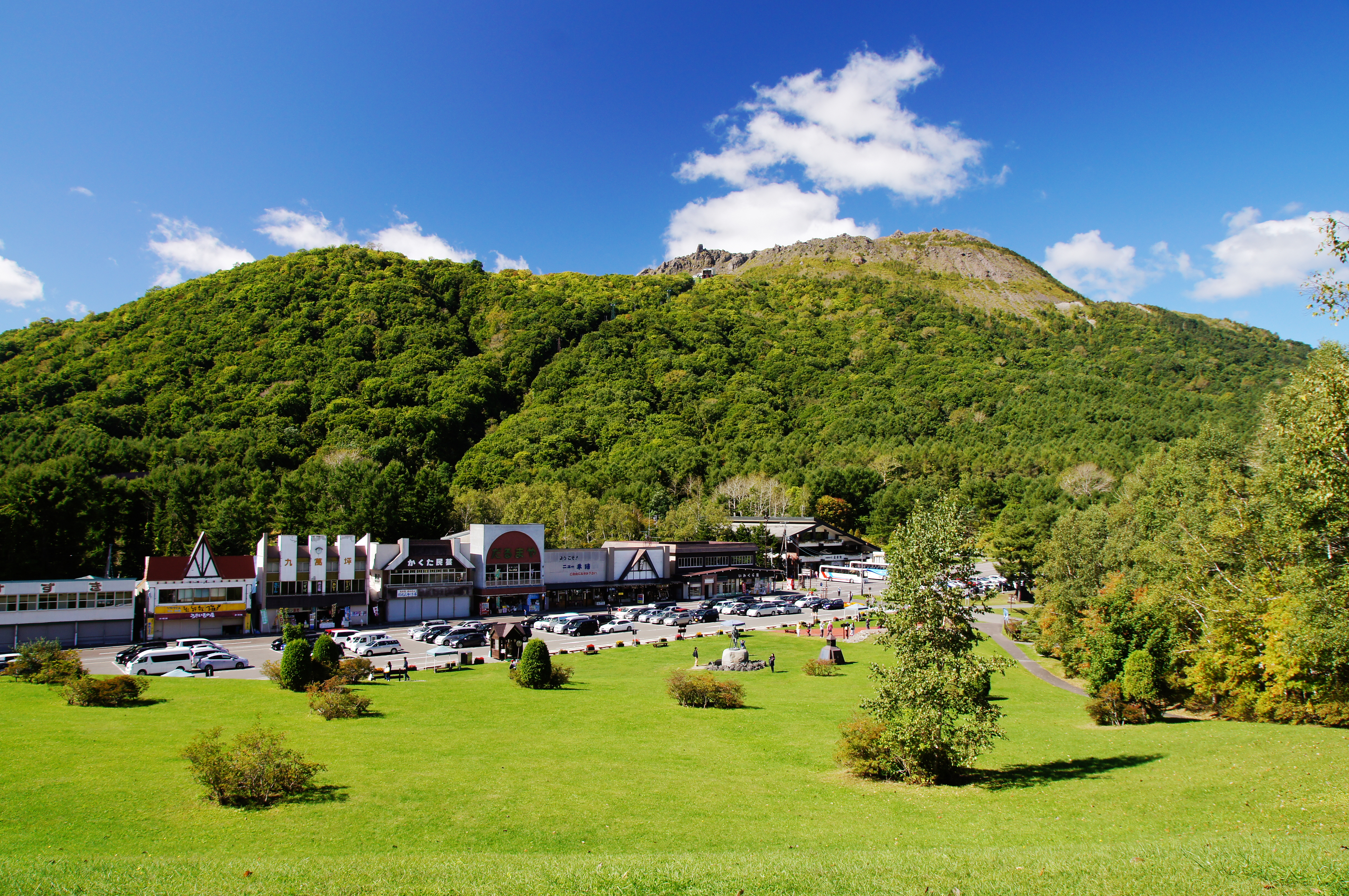
昭和新山側からみた有珠山
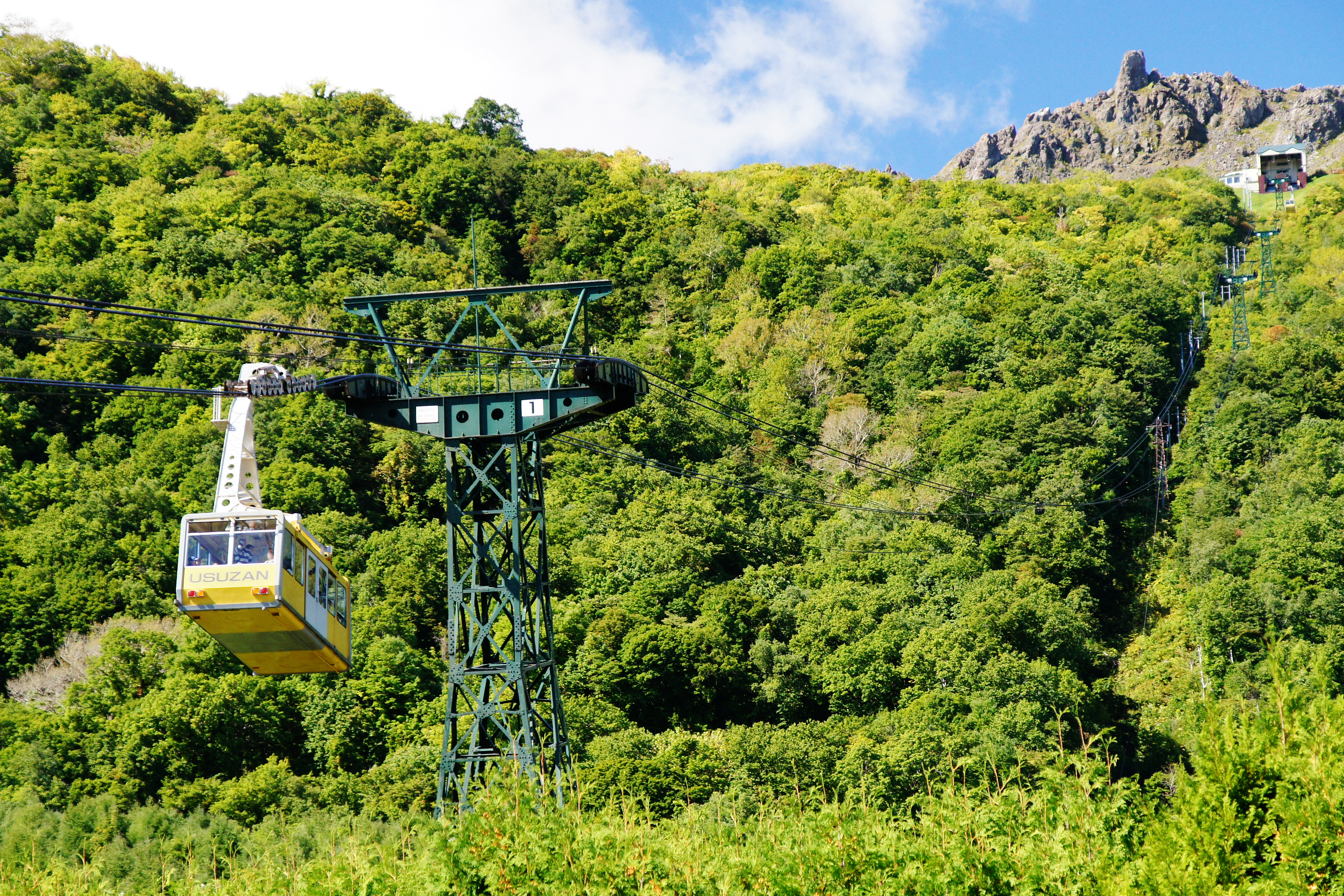
有珠山ロープウェイ
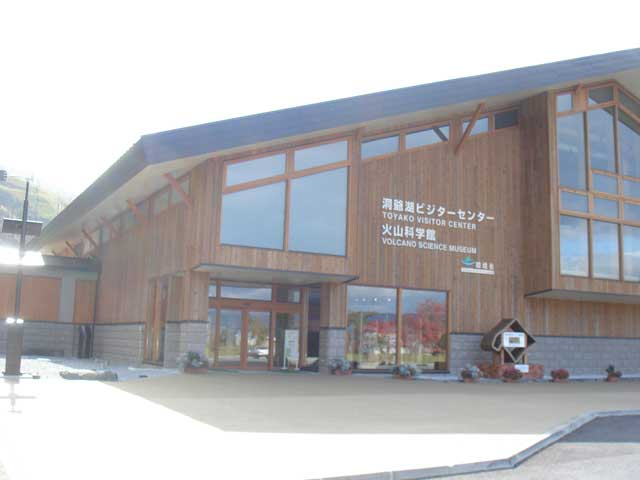
洞爺湖ビジターセンター・火山科学館
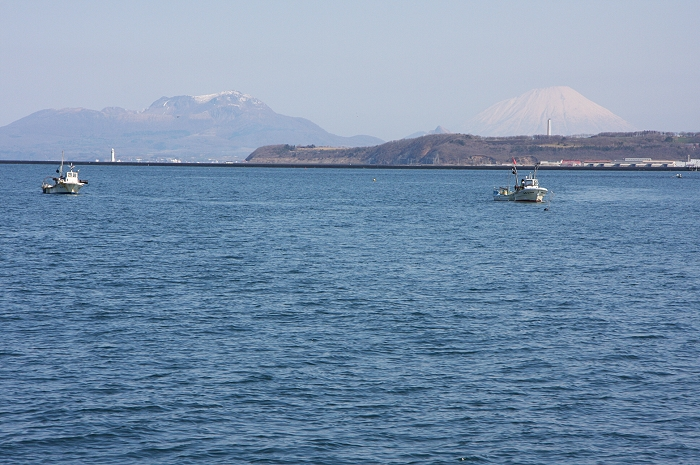
室蘭港より遠望する有珠山（左奥）と羊蹄山（右奥）
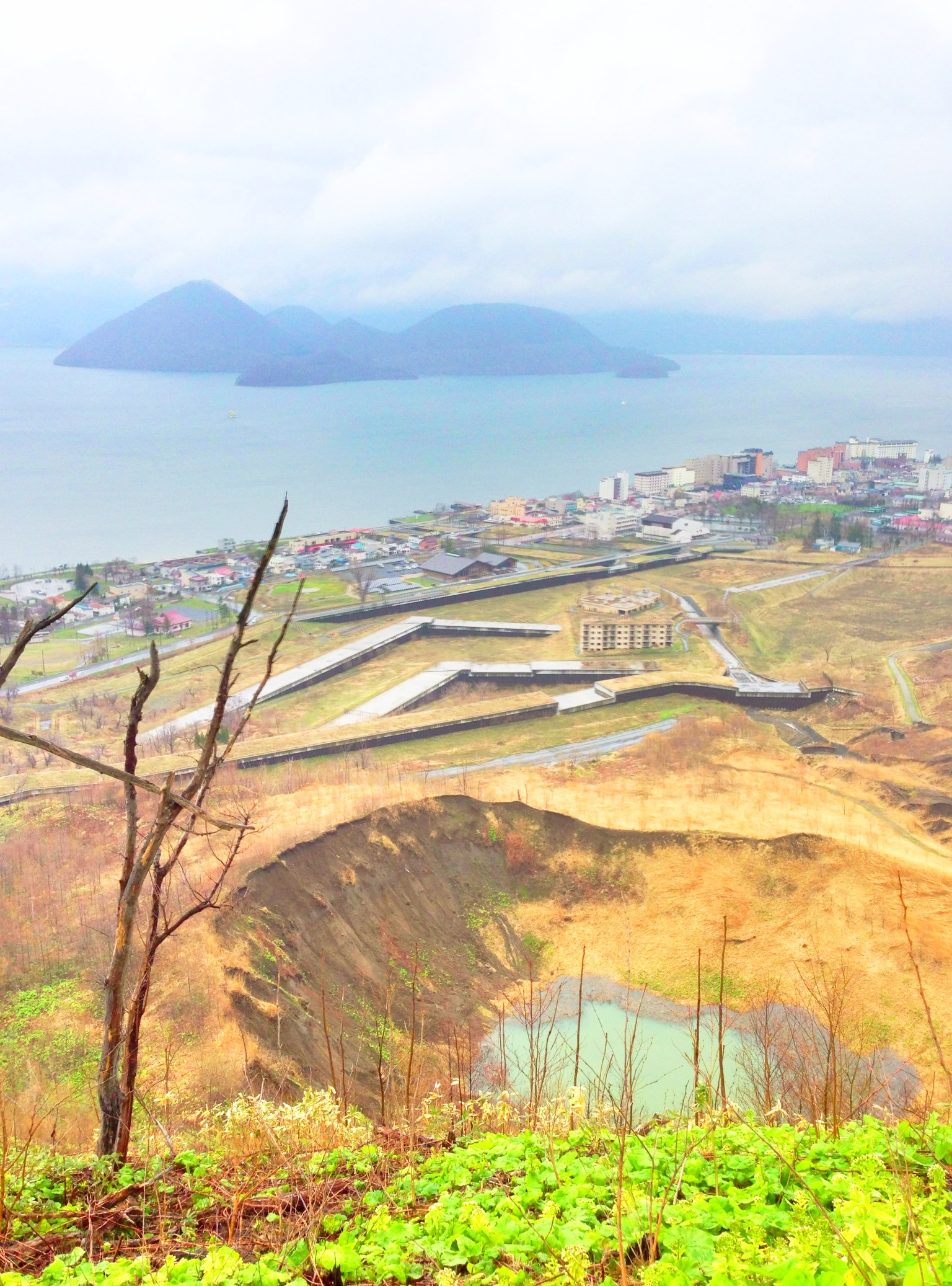
金毘羅山山頂からみた金毘羅火口と洞爺湖